# If You Wait
Albums de London Grammar
Truth Is a Beautiful Thing
(2017)
Singles
1. Metal & Dust
Sortie : 25 février 2013
2. Wasting My Young Years
Sortie : 16 juin 2013
3. Strong
Sortie : 1er septembre 2013
4. Nightcall
Sortie : 8 décembre 2013
5. Hey Now
Sortie : 16 mars 2014
6. Sights
Sortie : 1er juin 2014
7. If You Wait
Sortie : 12 octobre 2014

If You Wait est le premier album studio du groupe de pop indé anglais London Grammar. Il est sorti le 6 septembre 2013. Sept singles sont issus de cet album : Metal & Dust, Wasting My Young Years, Strong, Nightcall, Hey Now, Sights et If You Wait. 

## Contexte
London Grammar est un groupe de musique pop-électronique britannique formé par Hannah Reid, Dan Rothman et Dominic 'Dot' Major.
Leur EP Metal & Dust est sorti en février 2013 et s'est classé directement dans le top 5 du classement iTunes en Australie. Cela a permis au groupe de se faire remarquer dans le paysage musique anglophone. Leur single Wasting My Young Years est sorti en juin 2013 se classant à la 31e position des charts anglais. Le groupe a également collaboré avec le groupe Disclosure sur leur album Settle avec le titre  Help Me Lose My Mind, sorti lui aussi en juin 2013. Le 1er septembre 2013 sort Strong, qui se classe à la 16e position des charts anglais. 
La semaine suivante, le 9 septembre 2013, sort leur premier album If You Wait. Le groupe signe avec Columbia Records aux États-Unis.

## Réception

### Accueil critique
If You Wait a reçu beaucoup de critiques positives par la majeure partie des critiques musicaux.
Les Inrockuptibles ont notamment fait une critique des plus élogieuses sur cet album, qualifiant le groupe de « belle et obsédante révélation de cette rentrée. À la manière de Kate Bush dans les années 80, London Grammar a su de façon intuitive redonner à la pop anglaise un souffle tourmenté et une majesté que l’on pensait définitivement évaporés ». Enfin, c'est la voix atypique d'Hannah Reid qui est soulignée : « Elle est dotée d’une voix comme on n’en rencontre, au mieux, que dans les songes ».

### Accueil commercial
If You Wait s'est classé à la deuxième position du classement des albums anglais, se vendant à plus de 33 130 copies la première semaine de sa sortie. En juin 2017, il s'était vendu à 642 301 exemplaires au Royaume-Uni. Aux États-Unis, l'album a fait ses débuts au numéro 91 sur le Billboard 200 avec 4 000 exemplaires vendus.
En France, il a été dixième des charts, se vendant à plus de 150 000 copies.

## Liste des titres
| 1.    | Hey Now                | Hannah Reid                                      | - Reid - Daniel Rothman - Dot Major  | 3:27 |
| 2.    | Stay Awake             | Reid                                             | - Reid - Rothman - Major             | 3:05 |
| 3.    | Shyer                  | Reid                                             | - Reid - Rothman - Major - Joel Pott | 3:07 |
| 4.    | Wasting My Young Years | Reid                                             | Reid                                 | 3:24 |
| 5.    | Sights                 | Reid                                             | - Reid - Rothman - Major             | 4:13 |
| 6.    | Strong                 | Reid                                             | - Reid - Rothman - Major             | 4:35 |
| 7.    | Nightcall              | - Vincent Belorgey - Guy-Manuel de Homem-Christo | - Belorgey - Homem-Christo           | 4:30 |
| 8.    | Metal & Dust           | Reid                                             | - Reid - Rothman - Major             | 3:28 |
| 9.    | Interlude (Live)       | Reid                                             | Reid                                 | 4:04 |
| 10.   | Flickers               | - Reid - Rothman                                 | - Reid - Rothman - Major             | 4:45 |
| 11.   | If You Wait            | Reid                                             | Reid                                 | 4:44 |
| 43:22 |                        |                                                  |                                      |      |

| Deluxe edition bonus disc | Deluxe edition bonus disc                                  | Deluxe edition bonus disc | Deluxe edition bonus disc | Deluxe edition bonus disc | Deluxe edition bonus disc | Deluxe edition bonus disc | Deluxe edition bonus disc | Deluxe edition bonus disc | Deluxe edition bonus disc |
| No                        | Titre                                                      | Durée                     |                           |                           |                           |                           |                           |                           |                           |
| ------------------------- | ---------------------------------------------------------- | ------------------------- | ------------------------- | ------------------------- | ------------------------- | ------------------------- | ------------------------- | ------------------------- | ------------------------- |
| 1.                        | Help                                                       | 3:53                      |                           |                           |                           |                           |                           |                           |                           |
| 2.                        | Darling Are You Gonna Leave Me                             | 3:02                      |                           |                           |                           |                           |                           |                           |                           |
| 3.                        | Help Me Lose My Mind (Disclosure featuring London Grammar) | 4:06                      |                           |                           |                           |                           |                           |                           |                           |
| 4.                        | High Life                                                  | 4:03                      |                           |                           |                           |                           |                           |                           |                           |
| 5.                        | Maybe                                                      | 4:23                      |                           |                           |                           |                           |                           |                           |                           |
| 6.                        | When We Were Young                                         | 3:06                      |                           |                           |                           |                           |                           |                           |                           |
| 65:55                     |                                                            |                           |                           |                           |                           |                           |                           |                           |                           |

## Personnel
Crédits adaptés des notes d'accompagnement de If You Wait.
London Grammar
- Dot Major – percussion, clavier
- Hannah Reid – voix
- Dan Rothman – guitare

### Musiciens
- Tim Bran (en) – programmation additionnelle (toutes les pistes); claviers additionnels (pistes 4, 7)
- Roy Kerr (en) – programmation additionnelle
- Dot Major – programmation additionnelle (pistes  4, 7)
- Wil Malone – arrangements des cordes, direction des cordes (pistes 4, 5, 8, 11)
- Tony Stanton – préparation des cordes (pistes 4, 5, 8, 11)
- Orchestre philharmonique de la ville de Prague – cordes (pistes 4, 5, 8, 11)

### Technique
- Tim Bran – production
- Roy Kerr – production
- London Grammar – production
- Manon Grandjean – ingénieur du son
- Ben Siegal – ingénieur (pistes 3, 8, 10, 11); enregistrement vocal, enregistrement du piano (piste 11)
- Jan Holzner – enregistrement des cordes (pistes 4, 5, 8, 11)
- James Fitzpatrick – chef d'orchestre (pistes 4, 5, 8, 11)
- Kevin "KD" Davis – mixage
- Tom Coyne – mastérisation

### Pochette
- Mat Maitland – direction artistique
- Markus Karlsson – direction artistique
- Lee Kirby – photographie

## Classements et certifications

### Classements
| Classement (2013–19)                | Meilleure position |
| ----------------------------------- | ------------------ |
| Allemagne (Media Control AG)        | 34                 |
| Australie (ARIA)                    | 2                  |
| Autriche (Ö3 Austria Top 40)        | 73                 |
| Belgique (Flandre Ultratop)         | 7                  |
| Belgique (Wallonie Ultratop)        | 3                  |
| Danemark (Tracklisten)              | 24                 |
| Écosse (OCC)                        | 2                  |
| États-Unis (Billboard 200)          | 91                 |
| États-Unis (Top Alternative Albums) | 16                 |
| États-Unis (Top Rock Albums)        | 20                 |
| États-Unis (Heatseekers Albums)     | 11                 |
| France (SNEP)                       | 6                  |
| Grèce (IFPI)                        | 25                 |
| Irlande (Irish Albums Chart)        | 9                  |
| Irlande (Irish Indie Albums)        | 1                  |
| Italie (FIMI)                       | 93                 |
| Norvège (VG-lista)                  | 29                 |
| Nouvelle-Zélande (RIANZ)            | 13                 |
| Pays-Bas (Mega Album Top 100)       | 11                 |
| Royaume-Uni (UK Albums Chart)       | 2                  |
| Royaume-Uni (UK Indie Albums)       | 1                  |
| Suisse (Schweizer Hitparade)        | 8                  |
| Suisse (Charts Romandie)            | 2                  |

| Classement (2013)             | Position |
| ----------------------------- | -------- |
| Australie (ARIA)              | 87       |
| Belgique (Wallonie Ultratop)  | 182      |
| Royaume-Uni (UK Albums Chart) | 33       |

| Classement (2014)             | Position |
| ----------------------------- | -------- |
| Australie (ARIA)              | 23       |
| Belgique (Flandre Ultratop)   | 9        |
| Belgique (Wallonie Ultratop)  | 9        |
| France (SNEP)                 | 21       |
| Pays-Bas (MegaCharts)         | 55       |
| Royaume-Uni (UK Albums Chart) | 17       |
| Suisse (Schweizer Hitparade)  | 27       |

| Classement (2015)            | Position |
| ---------------------------- | -------- |
| Belgique (Flandre Ultratop)  | 27       |
| Belgique (Wallonie Ultratop) | 48       |

| Classement (2019)           | Position |
| --------------------------- | -------- |
| Belgique (Flandre Ultratop) | 189      |

| Classement (2010–2019)        | Position |
| ----------------------------- | -------- |
| Royaume-Uni (UK Albums Chart) | 91       |

### Certifications
- If You Wait a été certifié disque d'Or en Australie et disque de platine en France et en Angleterre[53].